# Трајко Ковачевић
Трајко Ковачевић (Коретиште, код Гњилана, 1862. — Коретиште, код Гњилана, 1925) био је протојереј Српске православне цркве и српски учитељ.
Потиче из рода Ковачеви из Коретишта као и Зоран Ковачевић.

## Биографија
О проти Трајку, пише познати историограф Косовског Поморавља, професор Милорад „Миња“ Филић: „Рођен је у селу Коретишту 1862. године, у земљорадничкој породици од оца Косте и мајке Стане (✝1909.).
Основну школу завршио је у Гњилану, а школске 1888/89. године Призренску богословију. Учио је и Учитељску школу у Београду. Године 1890. примљен је за учитеља гњиланске основне школе. Године 1892. оженио се Стојном Поповић (ћерком Зафира Поповића), која је једно време била учитељица у Гњилану. После 1895. године, изгледа, да одлази у Македонију. Протојереј Трајко Ковачевић се опет враћа у Гњилане, где је управитељ основне школе 1901, 1902/03. године.
Већ 1903. године долази у сукоб са Нићифором, рашко-призренским митрополитом, због жеље учитеља да се донесе Уредба којом би се регулисала права и дужности учитеља и тако се ови заштитили протојереј Трајко Ковачевић од самовоље митрополитове. Због тога је протојереј Трајко Ковачевић са учитељем Петром Катанићем и његовом женом Стојанком био отпуштен од стране митрополита. Онда је учитељ Владимир Јоксић интервенисао код митрополита да опрости казну коју је изрекао учитељима. О овоме пише и Олга Николић и истиче да је у том сукобу протојереј Трајко Ковачевић, од стране учитеља вучитрнских, затим из Приштине, Неродимља, Липљана, Гуштерице, Лапљег Села, био одређен за заступника – опуномоћника њиховог код митрополита.
После овог сукоба, Трајка опет налазимо у Македонији, где му умире ћерка Даница.
Изгледа да се опет враћа у Гњилане, те опет нема мира, али овога пута од Турака, који му прете убиством.
Једном приликом су пуцали на њега и промашили га, а метак је окрзнуо његову жену Стојну. Због несигурности, Трајко бива принуђен да оде у Србију. Радио је као парох у Ново-бановинској парохији, као и у Богатићу код Шапца.
Протојереј Трајко Ковачевић је био добровољац у Првом светском рату, учесник Церске битке, а 1915. године са сином Лазаром прелази Албанију. У међуратном периоду у Гњилану, дакле, био је учитељ и архијерејски намесник, а кратко време и управитељ основне школе, као и вршилац дужности школског надзорника.
Протојереј Трајко Ковачевић је због својих способности увек био у центру догађаја, стално прогањан и од стране наших људи, а и од Турака и Арнаута. У критичним ситуацијама био је принуђен да се склања из завичаја, али се опет враћа њему, остајући му веран до краја живота. Протојереј Трајко Ковачевић умро је 1925. године.“.

О њему Стојан Капетановић пише: „Био је то човек од ретке вредности и способности“. Тодор П. Станковић, обилазећи његово родно село пише: „У овоме је селу рођен из честите српске куће Трајко Ковачевић, вишегодишњи одлични српски учитељ у Гњилану и другим местима у Старој Србији“.